# 市村三男三
市村 三男三（いちむら みおぞう、1904年〈明治37年〉1月29日 - 1990年〈平成2年〉2月16日）は、日本の洋画家、プロレタリア画家。

## 略歴
新潟県中蒲原郡横越村大字横越（現 新潟市江南区横越中央）の素封家・市村俊蔵の三男として出生。
1922年（大正11年）3月に新潟中学校を卒業、1925年（大正14年）3月に横浜高等工業学校応用化学科を卒業、画家を志して川端画学校で学ぶ。
兄・彦馬の友人で新潟新聞社東京支局長の坂口献吉（坂口安吾の兄）に洋画家の矢部友衛を紹介され、1928年（昭和3年）9月に造型美術家協会に入会、1929年（昭和4年）4月に日本プロレタリア美術家同盟の結成に参加。
1930年（昭和5年）3月に日本プロレタリア美術家同盟中央委員・組織部長・青年婦人部長に就任、1932年（昭和7年）2月に京都で結婚、東京に戻って日本プロレタリア美術家同盟本部組織部長に就任。
1934年（昭和9年）3月に日本プロレタリア美術家同盟が解散すると矢部友衛の仲よし会に参加、戦時中は故郷や新潟県西蒲原郡間瀬村、埼玉県北足立郡与野町大字大戸、群馬県利根郡新治村大字布施に疎開。
1946年（昭和21年）3月に矢部友衛、岡本唐貴らとともに現実会を結成、1947年（昭和22年）7月に日本美術会委員に就任、1948年（昭和23年）に日本共産党に入党、1959年（昭和34年）に五耀会に参加。
1990年（平成2年）2月16日に東京都練馬区小竹町の自宅で急性心不全のため死去、1991年（平成3年）3月に日本美術会と日本共産党の推薦により第44回解放運動犠牲者合葬追悼者となる。
労働運動、下層労働者の姿、農民の生活、風景などを多く描いた。

## 友人・知人
- 池田寿夫 - プロレタリア文学評論家。
- 鳥居敏文 - 画家。
- 永井潔 - 画家。
- 金野新一 - 画家。

## 親族・親戚
- 市村勝右衛門（市村蜻洲〈晴洲〉） - 絵師[23]。
- 市村勝彦 - 祖父[24]、新潟県中蒲原郡横越村（合併前）第3・8代村長、横越村（合併後）初代村長。
- 市村俊彦 - 甥、テレパシー研究者。
- 目黒孝平 - 叔父（母の妹の夫）の兄、衆議院議員。

## 画集
- 『市村三男三遺作展 信念と不屈のプロレタリア美術作家』横越町、2004年。
- 『市村三男三 信念と不屈のプロレタリア美術作家』新潟市教育委員会横越教育事務所、2005年。